# František Vlček (scenárista)
František Vlček (14. července 1910 Plzeň – 14. září 1981 Praha) byl český filmový a televizní scenárista. Většina jeho díla byla humoristická. V roce 1970 získal titul zasloužilý umělec.

## Dílo
Proslul svými scénáři k televizním seriálům Chalupáři (1975) a Dynastie Nováků (1982). Napsal též scénáře ke známým filmovým komediím Nebe a dudy (1941), Pytlákova schovanka aneb Šlechetný milionář (1949), Dovolená s Andělem (1952), Anděl na horách (1955), Fantom Morrisvillu (1966), Šíleně smutná princezna (1968), Můj brácha má prima bráchu (1975), Jen ho nechte, ať se bojí (1977) či Brácha za všechny peníze (1978). Z jeho televizních prací se kultovní stala mikrokomedie Bohouš (1968), dlouholetá součást silvestrovského programu Československé a České televize. Často psal ve dvojicích, původně s Josefem Neubergem, později s Václavem Pavlem Borovičkou. Byl součástí týmu vypravěčů populárního rozhlasového pořadu Sedmilháři, objevil se na konci 60. let i v jeho televizní verzi. Výjimečně se objevil ve filmu jako herec, v drobných rolích, například v roli generála v pohádce Šíleně smutná princezna.